# Anaea marginalis
Anaea marginalis är en fjärilsart som beskrevs av Hall 1935. Anaea marginalis ingår i släktet Anaea och familjen praktfjärilar. Inga underarter finns listade i Catalogue of Life.